# إفير هرنانديز
إفير هرنانديز (بالإسبانية: Ever Hernández) هو لاعب كرة قدم سلفادوري في مركز الهجوم، ولد في 11 ديسمبر 1958 في Santiago de María ‏ في السلفادور. شارك مع منتخب السلفادور لكرة القدم. أما مع النوادي، فقد لعب مع نادي سانتانيكوس أسوشيتد.

## وصلات خارجية
- إفير هرنانديز على موقع الاتحاد الدولي (مؤرشف)  (الإنجليزية)
- إفير هرنانديز على موقع قاعدة بيانات كرة القدم.إي يو (الإنجليزية)
- إفير هرنانديز على موقع ناشيونال فوتبول تيمز (الإنجليزية)
- إفير هرنانديز على موقع Soccerway.com (الإنجليزية)
- إفير هرنانديز على موقع عالم كرة القدم.نت (الإنجليزية)